# Esat Mala
Esat Mala (ur. 18 października 1998 w Prizrenie) – albański piłkarz kosowskiego pochodzenia grający na pozycji środkowego pomocnika w albańskim klubie KF Vllaznia. Reprezentant U-21.

## Kariera piłkarska

### Kariera klubowa
Wychowanek Shkëndiji Tirana. W 2017 roku grał w KF Ballkani Suva Reka z pierwszej ligi kosowskiej. W międzyczasie grania w klubie trenował z rezerwami Partizani Tirana. W zimowym okienku w 2018 przeszedł do drużyny seniorów Partizani.
| Sezon   | Klub                  | Kraj    | Rozgrywki           | Mecze | Gole |
| ------- | --------------------- | ------- | ------------------- | ----- | ---- |
| 2017/18 | KF Ballkani Suva Reka | Kosowo  | Liga e Parë         | 12    | 8    |
| 2017/18 | Partizani Tirana      | Albania | Kategoria Superiore | 18    | 0    |
| 2018/19 | Partizani Tirana      | Albania | Kategoria Superiore | 32    | 4    |
| 2019/20 | Partizani Tirana      | Albania | Kategoria Superiore | 17    | 0    |

### Kariera reprezentacyjna
Od 2018 występuje w kadrze U-21. Zadebiutował 28 maja 2018 w przegranym 0:2 meczu towarzyskim przeciwko Bośni i Hercegowiny. Pierwszego gola strzelił 11 czerwca 2019 reprezentacji Walii.